# Berglicht
Berglicht település Németországban, Rajna-vidék-Pfalz tartományban. Lakosainak száma 472 fő (2023. december 31.).

## Népesség
A település népességének változása:
| Lakosok száma | 506  | 419  | 424  | 444  | 437  | 472  |
|               | 1975 | 2017 | 2019 | 2021 | 2022 | 2023 |